# Maksim Varabei
Maksim Alehavich Varabei (en biélorusse : Максім Алегавіч Варабей), né le 10 décembre 1995 à Baryssaw, est un biathlète biélorusse.

## Carrière
Il commence sa carrière internationale dans l'IBU Cup en 2014. Il obtient son premier succès dans la Coupe du monde junior en 2015 sur le sprint à Obertilliach.
Aux Championnats du monde junior 2016, il se retrouve dans les dix premiers des trois épreuves individuelles. Il fait ses débuts en Coupe du monde peu après à Canmore, scorant ses premiers points avec une 19e place au sprint et est aussi sélectionné pour les Championnats du monde d'Oslo. Il prend part aux Jeux olympiques d'hiver de 2018, où il est notamment 39e de l'individuel.
Il obtient la médaille d'argent à l'Universiade d'hiver de 2019 sur la mass start. En 2019, il gagne une course dans l'IBU Cup, un sprint à Val Ridanna.

## Palmarès

### Jeux olympiques d'hiver
| Épreuve / Édition                | Individuel | Sprint | Poursuite | Départ en masse | Relais | Relais mixte |
| Jeux olympiques 2018 Pyeongchang | 39e        | —      | —         | —               | —      | —            |
| Jeux olympiques 2022 Pékin       | 86e        | 71e    | —         | —               | 8e     | —            |

 : épreuve inexistante lors de cette édition.

### Championnats du monde
| Édition / Épreuve       | Individuel | Sprint | Poursuite | Mass start | Relais | Relais mixte | Relais mixte simple              |
| ----------------------- | ---------- | ------ | --------- | ---------- | ------ | ------------ | -------------------------------- |
| Oslo 2016               | —          | 79e    | —         | —          | —      | —            | Épreuve inexistante à cette date |
| Hochfilzen 2017         | —          | 82e    | —         | —          | 19e    | —            | Épreuve inexistante à cette date |
| Antholz-Anterselva 2020 | 79e        | —      | —         | —          | —      | —            | —                                |
| Pokljuka 2021           | 54e        | 24e    | 51e       | —          | 9e     | —            | —                                |

Légende :

— : Varabei n'a pas participé à cette épreuve

### Coupe du monde
- Meilleur classement général : 58e en 2021.
- Meilleur résultat individuel : 19e.

#### Classements en Coupe du monde
| Saison    | Classement général final | Individuel | Sprint | Poursuite | Mass start |
| 2015-2016 | 76e                      |            | 68e    |           |            |
| 2016-2017 | 90e                      | 66e        | 77e    | nc        |            |
| 2017-2018 | 94e                      | -          | 84e    | nc        |            |
| 2018-2019 | nc                       | nc         | nc     | nc        |            |
| 2019-2020 | 81e                      | 50e        | nc     |           |            |
| 2020-2021 | 58e                      | nc         | 42e    | 71e       |            |
| 2021-2022 | 66e                      | 50e        | 77e    | 49e       |            |

### Universiades
- Médaille d'argent de la mass start en 2019.

### IBU Cup
- 2 podiums individuels, dont 1 victoire.

Palmarès au 30 décembre 2020